# Лузія
Лузія (італ. Lusia, вен. Łusia) — муніципалітет в Італії, у регіоні Венето, провінція Ровіго.
Лузія розташована на відстані близько 370 км на північ від Рима, 65 км на південний захід від Венеції, 10 км на захід від Ровіго.
Населення — 3530 осіб (2014).

## Демографія
Населення за роками:

Станом на 1 січня 2023 року в муніципалітеті офіційно проживало 356 іноземців з 19 країн, серед них 115 громадян країн Євросоюзу та 6 громадян України.

## Сусідні муніципалітети
- Барбона
- Лендінара
- Ровіго
- Сант'Урбано
- Вілланова-дель-Геббо